# Río Santo Tomás
Der Río Santo Tomás ist ein etwa 152 km langer linker Nebenfluss des Río Apurímac in Südzentral-Peru.

## Flusslauf
Der Río Santo Tomás entspringt an der Südostflanke des 5300 m hohen Qullpa K'uchu. Das Quellgebiet liegt
im Osten der Cordillera Huanzo, einem Gebirgszug der peruanischen Westkordillere. Der Río Santo Tomás fließt anfangs 50 km in nordöstlicher Richtung durch den Distrikt Santo Tomás der Provinz Chumbivilcas. Anschließend wendet sich der Río Santo Tomás nach Norden. Bei Flusskilometer 90 liegt die Kleinstadt Santo Tomás östlich des Flusslaufs. Ab Flusskilometer 58 bildet der Fluss die Grenze zwischen den Regionen Apurímac (im Westen) und Cusco (im Osten). Der Río Santo Tomás mündet schließlich auf einer Höhe von etwa 2277 m in den Río Apurímac. Größere Nebenflüsse des Río Santo Tomás sind Río Cocha und Río Punanqui, beide von links.

## Einzugsgebiet und Hydrologie
Das Einzugsgebiet des Río Santo Tomás umfasst ein Areal von 3440 km². Das Einzugsgebiet grenzt im Osten an das des Río Velille sowie im Westen an das des Río Vilcabamba. Die Flüsse münden oberhalb bzw. unterhalb des Río Santo Tomás in den Río Apurímac. Im Süden, jenseits der Cordillera Huanzo, die entlang der kontinentalen Wasserscheide verläuft, liegt das Einzugsgebiet des Río Ocoña. Dieser fließt zum Pazifischen Ozean. Der mittlere Abfluss des Río Santo Tomás liegt bei 84 m³/s.